# Arrifana (Vila Nova de Poiares)

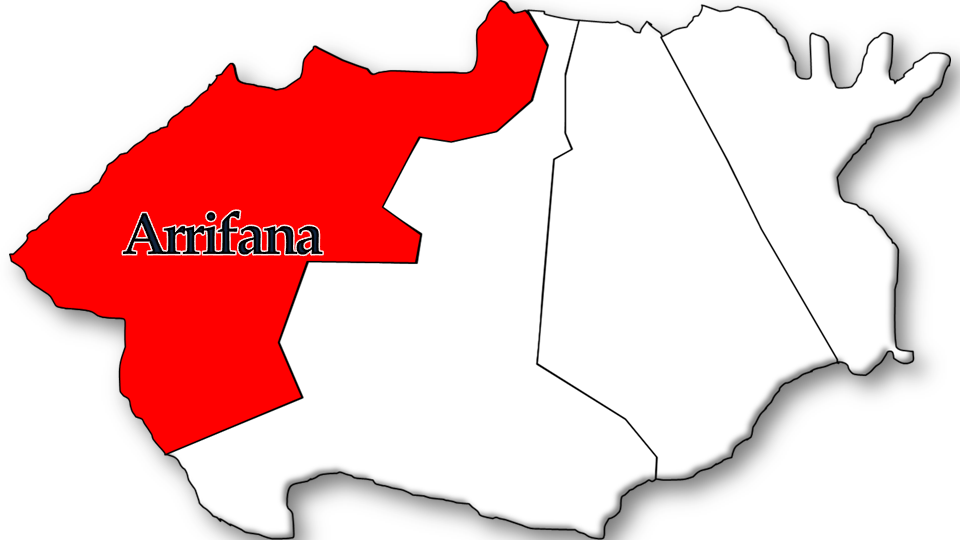
Localização da freguesia no Município de Vila Nova de Poiares

Arrifana é uma povoação portuguesa sede da Freguesia de Arrifana do Município de Vila Nova de Poiares, freguesia com 24,11 km² de área e 1219 habitantes (censo de 2021), tendo, por isso, uma densidade populacional de 50,6 hab./km².

## Demografia
A população registada nos censos foi:
| Distribuição da População por Grupos Etários | Distribuição da População por Grupos Etários | Distribuição da População por Grupos Etários | Distribuição da População por Grupos Etários | Distribuição da População por Grupos Etários |
| -------------------------------------------- | -------------------------------------------- | -------------------------------------------- | -------------------------------------------- | -------------------------------------------- |
| Ano                                          | 0-14 Anos                                    | 15-24 Anos                                   | 25-64 Anos                                   | > 65 Anos                                    |
| 2001                                         | 242                                          | 206                                          | 807                                          | 348                                          |
| 2011                                         | 180                                          | 141                                          | 767                                          | 352                                          |
| 2021                                         | 100                                          | 108                                          | 647                                          | 364                                          |

## Património
- Igreja Matriz de Santa Maria
- Capela de São Luís
- Capela de Santo António
- Capela de São Domingos de Gusmão
- Capela de São Sebastião
- Capela de Louredo